# 布列塔尼地区帕尔特奈
布列塔尼地区帕尔特奈（法語：Parthenay-de-Bretagne，法語發音：[paʁtənɛ də bʁətaɲ]）是法国伊勒-维莱讷省的一个市镇，位于该省中西部，属于雷恩区和雷恩都会区，其市镇面积为4.8平方公里，2022年1月1日时人口数量为1802人。
布列塔尼地区帕尔特奈是雷恩都会区的组成部分。

## 地名
在1920年以前，布列塔尼地区帕尔特奈仅称为“帕尔特奈”。

## 行政
布列塔尼地区帕尔特奈的邮政编码为35850，INSEE市镇编码为35216。

## 地理

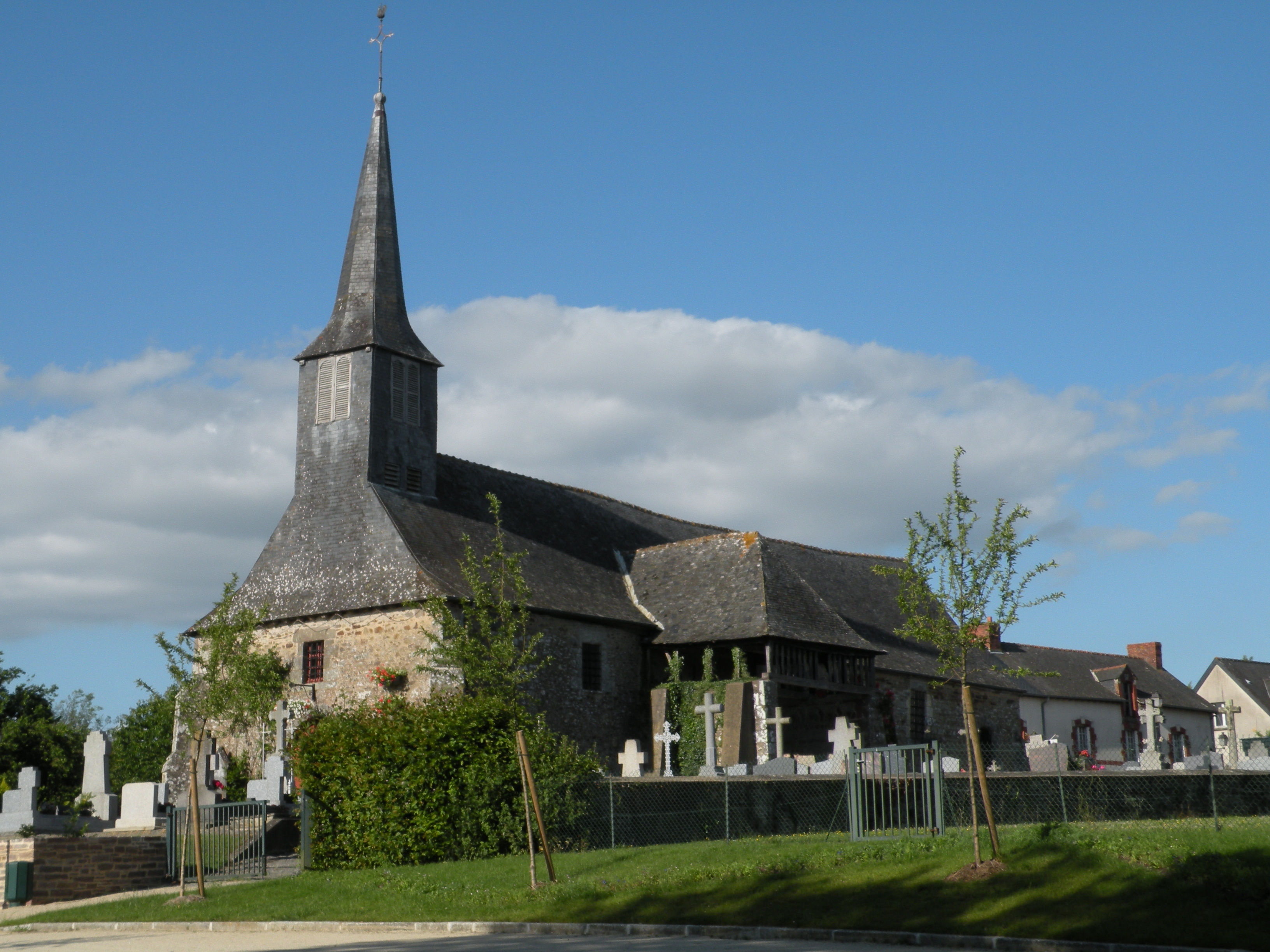
圣母教堂

布列塔尼地区帕尔特奈（48°11'31"N, 1°49'41"W）位于法国西北部，布列塔尼大区东部和伊勒-维莱讷省中西部，距离省会雷恩大约17公里。
与布列塔尼地区帕尔特奈接壤的市镇包括：罗米耶、克莱、热沃泽、普勒姆勒克、圣吉勒。
布列塔尼地区帕尔特奈境内地势平坦，海拔在62至107米之间。
按照柯本气候分类法，布列塔尼地区帕尔特奈属于较为典型的温带海洋性气候，全年温差较小，降水分布均匀。

## 交通
伊勒-维莱讷省省道D31线和D231线在布列塔尼地区帕尔特奈镇中心境内交汇。雷恩公交65路和165快线经过布列塔尼地区帕尔特奈境内并设有站点。

## 政治
现任布列塔尼地区帕尔特奈市长为卡里尔·贝塔尔先生（Khalil Bettal），他是一名无党派人士。

## 人口
| 年份   | 1936 | 1946 | 1954 | 1962 | 1968 | 1975 | 1982 | 1990 | 1999 | 2005  | 2010  | 2015  | 2018  |
| ------ | ---- | ---- | ---- | ---- | ---- | ---- | ---- | ---- | ---- | ----- | ----- | ----- | ----- |
| 人口數 | 317  | 338  | 323  | 330  | 309  | 311  | 391  | 478  | 563  | 1,014 | 1,378 | 1,652 | 1,766 |

## 建筑
布列塔尼地区帕尔特奈圣母教堂与1939年被列入法国国家文物保护单位。